# 공주 단층

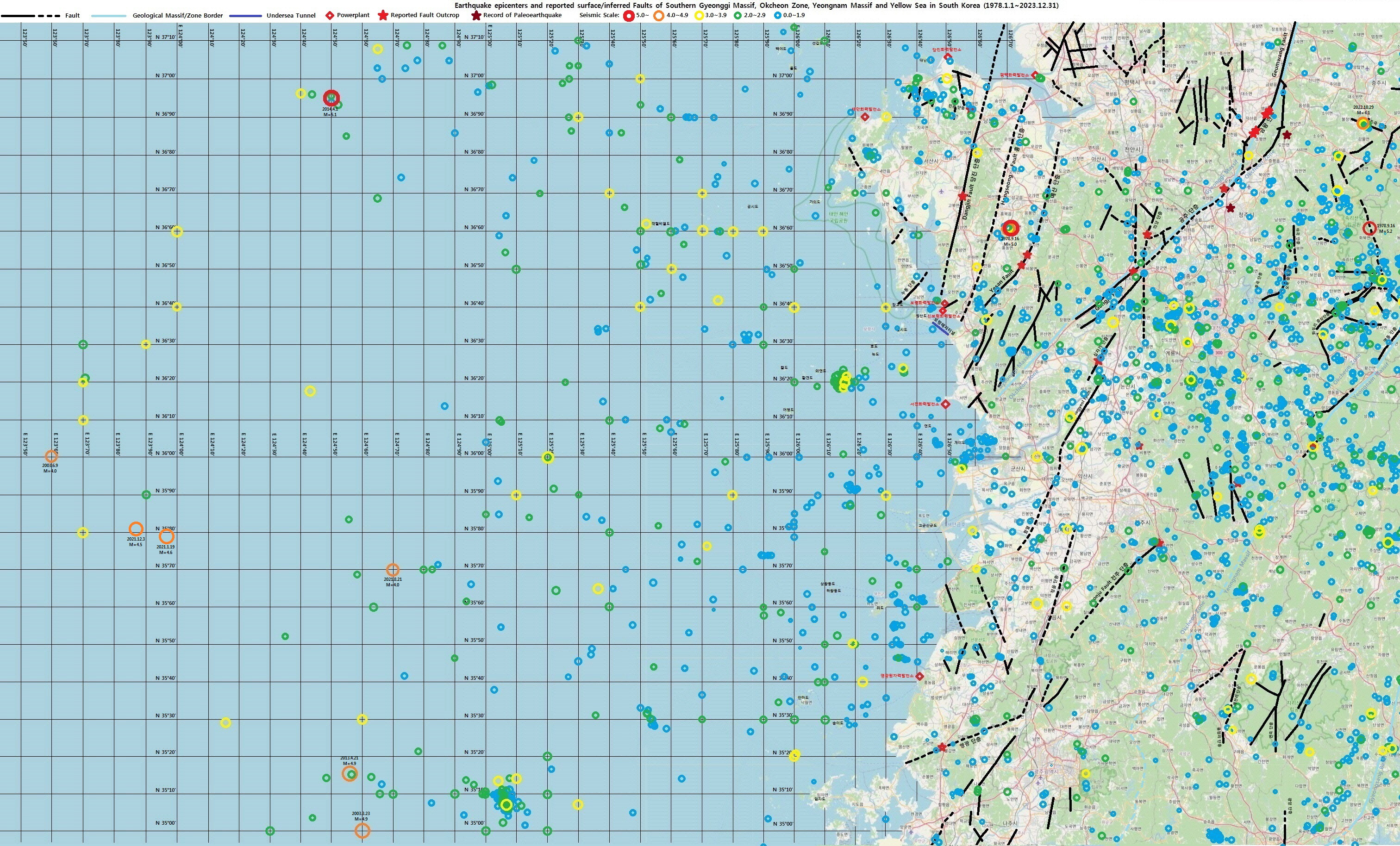
옥천대 지역에서 발생한 지진의 진앙(1978-2023)과 지질
빨간색 원이 1978년 홍성 지진

11번이 금왕 단층
12번이 계룡산 딘층
13번이 공주 단층

공주 단층(公州 斷層, Gongju Fault)은 한반도 경기 지괴 남동부, 대한민국 충청남도 공주시 공주 분지를 중심으로 발달한 북동-남서 방향, 연장 110 km의 대규모 단층으로, 대한민국 충청남도 공주시에서 청주시 오창읍 등을 지나 음성 분지 남동부 경계부까지 이어진다. 옥천 습곡대와 경기 육괴의 경계를 이루고 있다. ESR 연대측정법에 의해 공주 단층은 제4기 플라이스토세에 활동한 활성단층임이 확인되었다.

## 공주 단층대
한반도를 북동-남서 방향으로 절단하는 공주 단층대는 음성 분지를 경계로 북동쪽은 금왕 단층, 남서쪽은 공주 단층으로 이어진다. 이 단층계를 따라 북동에서 남서로 가면서 풍암 분지, 음성 분지, 공주 분지, 부여 분지, 격포 분지가 차례로 분포한다.

### 공주 단층
공주 단층은 경기 지괴의 남동부 경계와 옥천 습곡대의 북서부 경계를 이루고 있으며 공주 분지 부근 충청남도 공주시 우성면과 청주시 오창읍 등을 지나 금왕 단층과 접하는 음성 분지까지 이어져 있는 연장 110 km의 단층이다. 단층의 북부에는 선캄브리아기 변성암 지대가, 남부에는 중생대 대보 화강암이 분포하고 있어, 두 암석의 지질 경계선을 이루고 있다. 이중 남부의 화강암 지대는 차별 침식으로 저지대를 형성하고 북부의 변성암 지대는 산지를 형성하고 있어, 두 암석의 경계면인 단층을 따라 선형구조가 형성되어 있다.
공주 단층은 좌수향 주향이동 단층으로 단층대는 석영맥과 단층파쇄대로 구성되며, 단층 운동 시기는 대략 백악기 말로 추정된다. 송무영 외(1991)에 의하면 공주 분지와 접하고 있는 공주 단층의 양쪽 경계부의 기반암에는 약 500 m 폭의 연성 전단대가 2조 발달하고 있으며, 기반암 내 엽리면의 전단방향이 좌수향 운동을 지시한다고 보고하였다. 또한 공주 분지의 퇴적상 발달 방향과 단층경면을 통해 공주 단층이 좌수향 주향이동 단층임이 제시되었다.
다음은 활성단층 보고서(2012)에 제시된 공주 단층의 노두 위치이다. 단층의 ESR 연대측정값은 제4기에 단층이 활동했음을 지시한다.
| 위치                                            | 좌표 | 지질                                | 주향              | 경사              | 성향            | ESR 연대측정값       | 비고             |
| ----------------------------------------------- | --- | ----------------------------------- | ----------------- | ----------------- | --------------- | -------------------- | ---------------- |
| 공주시 우성면 귀산리 공주 나들목 진입로 양 사면 | 북위 36° 29′ 24.6″ 동경 127° 07′ 28.8″ / 북위 36.490167° 동경 127.124667° 북위 36° 29′ 26.1″ 동경 127° 07′ 28.1″ / 북위 36.490583° 동경 127.124472° | 공주 분지 퇴적암 녹회색 사암과 이암 | 북동 75° 북서 60° | 남동 80° 북동 50° | 좌수향 주향이동 | >2,000 ka            | 제4기에 활동안함 |
| 청원군 오창읍 구룡리                            | 북위 36° 42′ 48.33″ 동경 127° 24′ 37.94″ / 북위 36.7134250° 동경 127.4105389°                                                                       | 쥐라기 반상화강암                   | 북동 48° 북동 15° | 북서 81° 남동 74° | 좌수향 주향이동 | 530±100 ka 510±90 ka |                  |

### 의당 단층
의당 단층은 공주에서 동용천을 따라서 북북동 방향으로 연장되며, 공주시 의당면에서 전의면을 지나 천안시 목천읍 부근까지 이어지는 북북동 방향, 연장 22 km의 단층이다. 공주 단층의 중간 지점인 공주시에서 공주 단층을 우수향으로 간섭 절단하고 있는 북북동 방향의 단층으로서 공주 단층보다 나중에 형성된 단층이다. 의당 단층은 공주 단층 남쪽에 있는 남-북 방향의 매우 뚜렷한 계룡산 단층과 연결될 것으로 판단된다. 두 구조선의 연결 지점에서 지층의 변위가 모호하고 연장 방향도 약간 다르나, 광역적으로 볼 때 두 구조선은 계단형 구조를 보이는 동일 단층으로 간주된다. 의당 단층의 중부인 의당면 덕학리 지역에는 계곡 사이에 단구가 확인되나 단층에 의한 변위 흔적은 없다. 단층의 북부는 조전천을 따라 단층이 연장되며 하안단구 퇴적층이 발달하고 있으나 변위는 없다.
의당 단층 서쪽의 정안면 지역에는 남-북 방향의 선상구조가 존재한다. 의당 단층과 연관이 있는 것으로 보이는 이 선상구조는 기존 지질도폭에는 추정 단층으로 표기되어 있으며 공주시에서 정안천을 따라서 의당면과 정안면을 지나, 무학천을 따라서 천안시 광덕면과 풍세면에 이른다.
다음은 활성단층 보고서(2012)에 제시된 의당 단층의 노두 위치이다.
| 위치                 | 좌표                                                                          | 지질                                    | 주향            | 경사              | 성향                    | ESR 연대측정값 | 비고                                     |
| -------------------- | ----------------------------------------------------------------------------- | --------------------------------------- | --------------- | ----------------- | ----------------------- | -------------- | ---------------------------------------- |
| 공주시 의당면 황룡동 | 북위 36° 33′ 54.00″ 동경 127° 09′ 23.49″ / 북위 36.5650000° 동경 127.1565250° | 선캄브리아기 흑운모 편마암, 염기성 암맥 | 북서 12°        | 북동 82°          | 좌수향 주향이동, 정단층 | -              | 의당 단층과 사교하는 부수단층으로 판단됨 |
| 공주시 의당면 덕학리 | 북위 36° 34′ 46.05″ 동경 127° 09′ 40.53″ / 북위 36.5794583° 동경 127.1612583° | 선캄브리아기 화강편마암                 | 북동 5° 북동 8° | 북서 80° 북서 70° |                         | 870±210 ka     |                                          |

### 금왕 단층

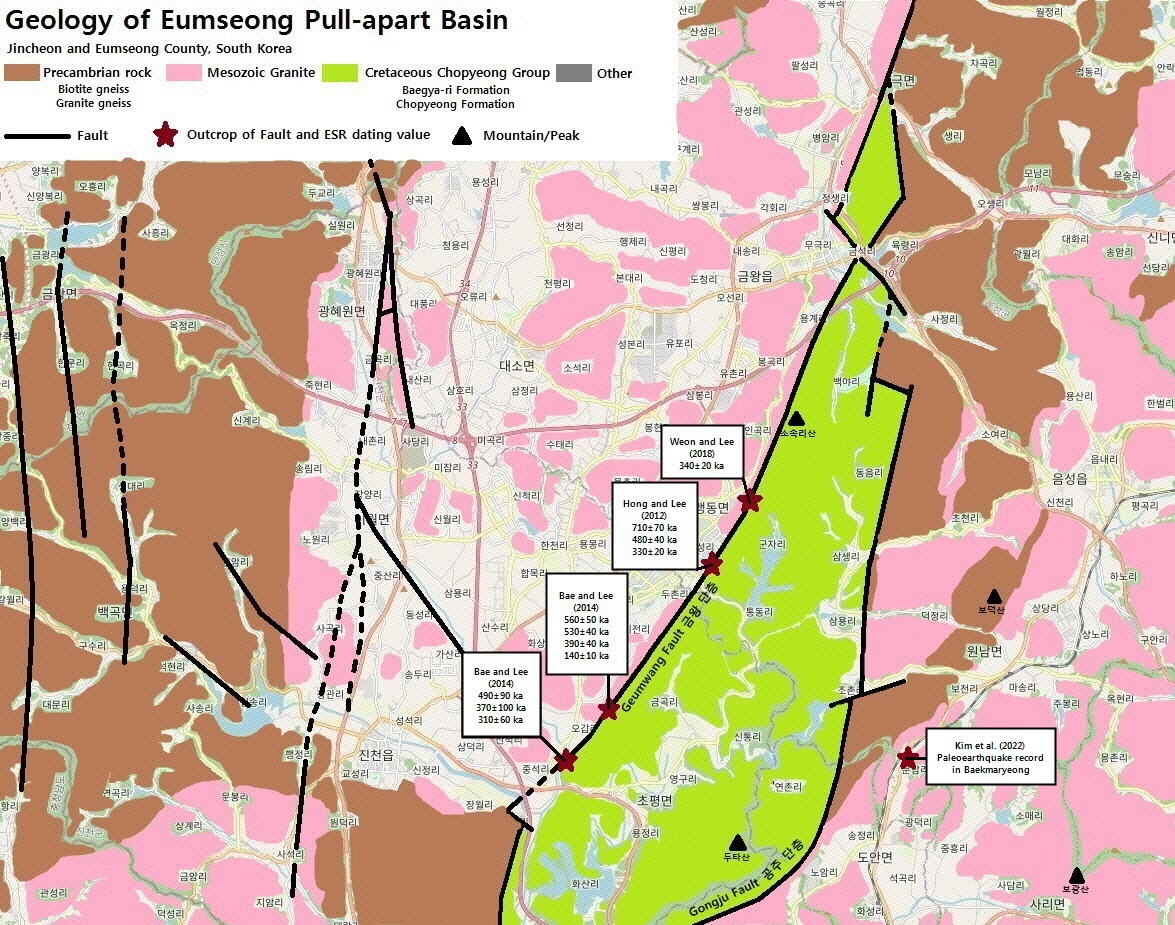
음성 분지

금왕 단층은 음성 분지에서 공주 단층과 만난다.

### 계룡산단층
계룡산 단층은 공주시에서 계룡산 서쪽을 지나 논산시까지 이어지는 단층으로 표기되어 있으나 금강 이남에서의 단층은 뚜렷하게 관찰되지 않는다. 다만 단층과 같이 남-북 방향의 뚜렷한 선구조가 발달하고 있고, 부분적으로 암석 분포가 이 선구조를 경계로 연속적이지 않다는 점 등이 단층의 존재 가능성을 보여주고 있다.

## 단층 분지

### 공주 분지
공주 분지는 충청남도 공주시와 청양군 일대에 분포하는 소규모의 육성 퇴적 분지로, 중생대 백악기 퇴적암층으로 구성되어 있고 경기 지괴와 옥천 습곡대의 경계부에 위치하고 있다. 음성 분지와 같이 주향 이동 단층계에 의해 형성된 주향이동 분지이다. 분지의 발달 과정은 다음과 같다; 중생대 대보 조산운동 시기에 연성(延性;ductile) 전단대로 생성되다가 취성(脆性;brittle) 전단대로 바뀌었다. 전단대는 표면에서 주향 이동 단층이 되고 인장력에 의해 공주 분지를 형성하였고, 분지에는 백악기의 퇴적물이 쌓였다.
공주 단층을 경계 단층으로 하는 공주 분지 지역에서 중력 이상 탐사와 전기 비저항 탐사 결과 경사는 공주 단층의 남동측에서 완만하고 북서측에서 급격하며, 전기 비저항 탐사 결과로는 단층 동남쪽 경계부는 지질경계면의 풍화대일 가능성이 높고 북서부 경계부는 수직 단층의 파쇄면일 가능성이 높다.
권병두 외(1994)에 의하면 전기 비저항 탐사 결과 공주 분지를 형성한 주요 단층 가운데 남동측 경계를 이루는 단층의 파쇄대는 넓게 분포하고 지하 1 km 이상의 깊이까지 연장되어 있는 것으로 나타나는 반면 북서측 경계의 파쇄대는 비교적 미약하게 나타났다. 이로부터 분지의 남동측 경계 단층을 따라 진행된 조구조운동이 더 강했을 것으로 추정된다. 공주 분지의 퇴적작용이 끝나 분지가 형성된 후에도 이 지역에는 동-서 내지 서북서 방향의 주 응력이 작용하여 북동 방향의 단층은 우수향으로, 북서 방향의 단층은 좌수향으로 재활성된 것으로 보고되어 있다.

### 음성 분지
음성 분지는 공주 단층계의 연장을 따라 형성되었으며 금왕 단층과 공주 단층의 사이에 형성되어 있다.

## 관련 기사
공주시 '규모 2.2' 지진, 세종시도 밤사이 흔들흔들 - "한국지질자원연구원이 2012년 발간한 '활성단층 지도 및 지진위험 지도 제작' 보고서에 따르면 옥천 습곡대와 공주 단층 등 세종시와 대전·충청권에서도 대규모 활성단층이 존재하고 있다. 다만 이에 대한 연구는 미비한 상태로 알려졌다."
<국내 활성단층 450개 넘어…한반도는 '단층의 나라'> 뉴스원, 2016.9.23 - "수도권에는 추가령 단층이 대표적이며 충청지역에는 공주·예산·홍성·의당 단층, 호남지역에는 정읍·전주·순창-광주·비봉단층 등이 있는 것으로 조사됐다."
중도일보, <유성 지진> 대전 지진 안전지대 아닌가？ 도심 속 유성선구조… - "2012년 한국지질자원연구원이 발간한 '활성단층지도 및 지진위험 지도' 보고서에 따르면...대전 지역은 유성 선구조 외에도 충남에 퍼져 있는 공주 단층, 십자가 단층과도 인접해 있다."
<잇단 충청권 지진, 그러나 원인 단층조차 파악 불가> 중도일보  - "한국지질자원연구원이 2012년 발간한 '활성단층지도 및 지진위험 지도 제작' 보고서에 따르면, 대전ㆍ충청권에 공주 단층, 십자가 단층, 당진 단층, 홍성 단층, 의당 단층, 예산 단층 등의 활성단층이 존재한다."

## 같이 보기
- 한국의 단층
- 공주시의 지질
- 한국의 지진
- 한국의 지질
- 경기 지괴/경기 육괴
- 단층
- 금왕 단층 (음성 분지)
- 당진 단층 (홍성 단층)
- 부여 분지 (십자가 단층, 함열 단층)
- ESR 연대측정법